# Jorge Santoro
Jorge Santoro Herrmann (Belo Horizonte, ?? de ???? de 1944 - 26 de fevereiro de 2011) foi um futebolista e treinador de futebol brasileiro. Ele fez carreira como jogador e técnico na África do Sul. Jogou pelas equipes do Hellenic FC e Highlands Park FC e treinou Lusitano F.C., Moroka Swallows FC e Giant Blackpool FC.